# Club Estudiantes de La Plata
Club Estudiantes de la Plata, kortweg Estudiantes, is een voetbalclub in La Plata, in de provincie Buenos Aires te Argentinië. De club heeft grote naam gemaakt, onder meer door als eerste club van buiten Buenos Aires internationale prijzen te winnen. Het clublogo heeft tegenwoordig acht sterren: vijf internationale en drie nationale titels.

## Geschiedenis

### Amateurtijdperk
De club werd gesticht op 4 augustus 1905 door studenten die voorheen voetbalden bij Gimnasia y Esgrima de La Plata. Deze club moest het voetbalterrein verlaten en besloot dan om de voetbalafdeling helemaal op te doeken waardoor de leden een nieuwe club oprichtten. Op 7 november 1905 werd de eerste wedstrijd gespeeld tegen Nacional Juniors uit Buenos Aires. Op 28 februari 1906 werden de rood-witte clubkleuren gekozen ter ere van Alumni Athletic, dat toen de dominante club in het land was, echter moesten ze hun uniform veranderen naar een rood truitje met een witte streep omdat hun eerste outfit te veel op die van Alumni leek. In 1911 werd de club kampioen in de tweede klasse en promoveerde zo voor het eerst naar de hoogste divisie.

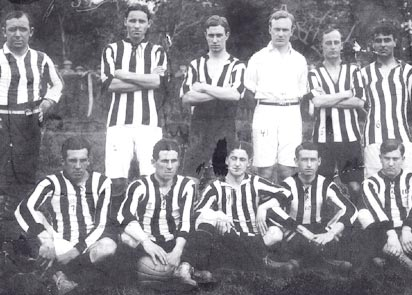
Estudiantes in 1912.

Na slechts vijf wedstrijden trok de club zich terug uit de competitie samen met enkele andere clubs om zo een rivaliserende competitie op te zetten na onenigheden met de bond. In het nieuwe kampioenschap werd de club derde met slechts één punt achterstand op CA Independiente en CA Porteño. Een jaar later was het al prijs voor de club. Estudiantes won veertien van de achttien wedstrijden en werd kampioen met drie punten voorsprong op Gimnasia Buenos Aires. Het seizoen erna moest de club de titel aan Porteño laten. Nadat beide rivaliserende competities fuseerden belandde de club in de betere middenmoot, maar in 1919 kwam er opnieuw een splitsing. Na een paar tegenvallende resultaten ging het weer langzaam bergop. In 1927 fuseerden de competities terug en een jaar later werd Estudiantes derde. Twee jaar later werden ze zelfs vicekampioen achter Boca Juniors.

### Proftijdperk

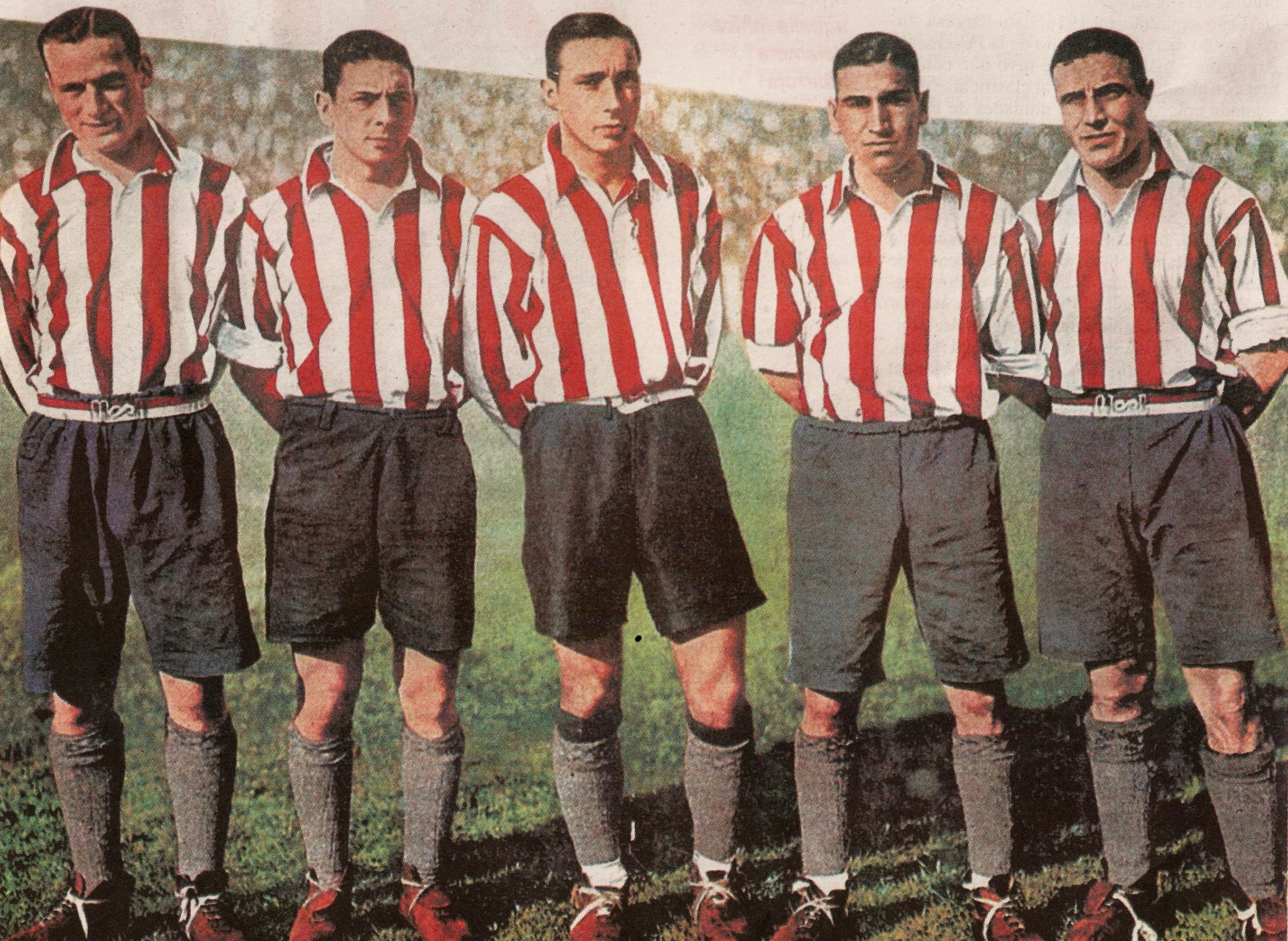
Los Profesores in 1931

In 1931 voerde men in Argentinië het profvoetbal in. 18 clubs verlieten de amateurcompetitie en gingen in de profcompetitie spelen. De amateurcompetitie bleef tot 1934 bestaan en leverde ook een landskampioen op, maar dan werd deze ontbonden. Estudiantes koos meteen voor het profvoetbal. In deze tijd hadden ze een befaamd elftal, bijgenaamd Los Profesores, met een beroemde aanvalslinie: Miguel Ángel Lauri, Alejandro Scopelli, Alberto Zozaya, Manuel Ferreira en Enrique Guaita, nog steeds beroemd als een van Argentinië's beste ploegen. Zozaya scoorde dat seizoen de eerste goal in het Argentijnse profvoetbal en werd dat seizoen ook topschutter, Estudiantes eindigde knap derde. De volgende jaren werd het team slechts een middenmoter. In 1937 kreeg de club verlichting, zodat ook avondwedstrijden gespeeld konden worden.
Met spelers als Ricardo Infante, Manuel Pelegrina en Gabriel Ogando kon de club in de jaren veertig wel in de subtop eindigen, maar behoudens een derde plaats in 1948 eindigde het hier voor de club. Met 221 doelpunten is Pelegrina ook de topschutter aller tijden.
Na een dispuut met de Peronistische regering werd het bestuur afgezet. Het nieuwe, door de regering aangeduide, bestuur zorgde ervoor dat het team aan kracht inboette: Infante en Pelegrina tekenden bij CA Huracán. In 1953 degradeerde het team uit de hoogste klasse. Na één seizoen keerde de club terug en mocht zichzelf weer besturen. Ook Pelegrina speelde intussen weer voor Estudiantes. De rest van de jaren vijftig eindigde de club in de lagere middenmoot.

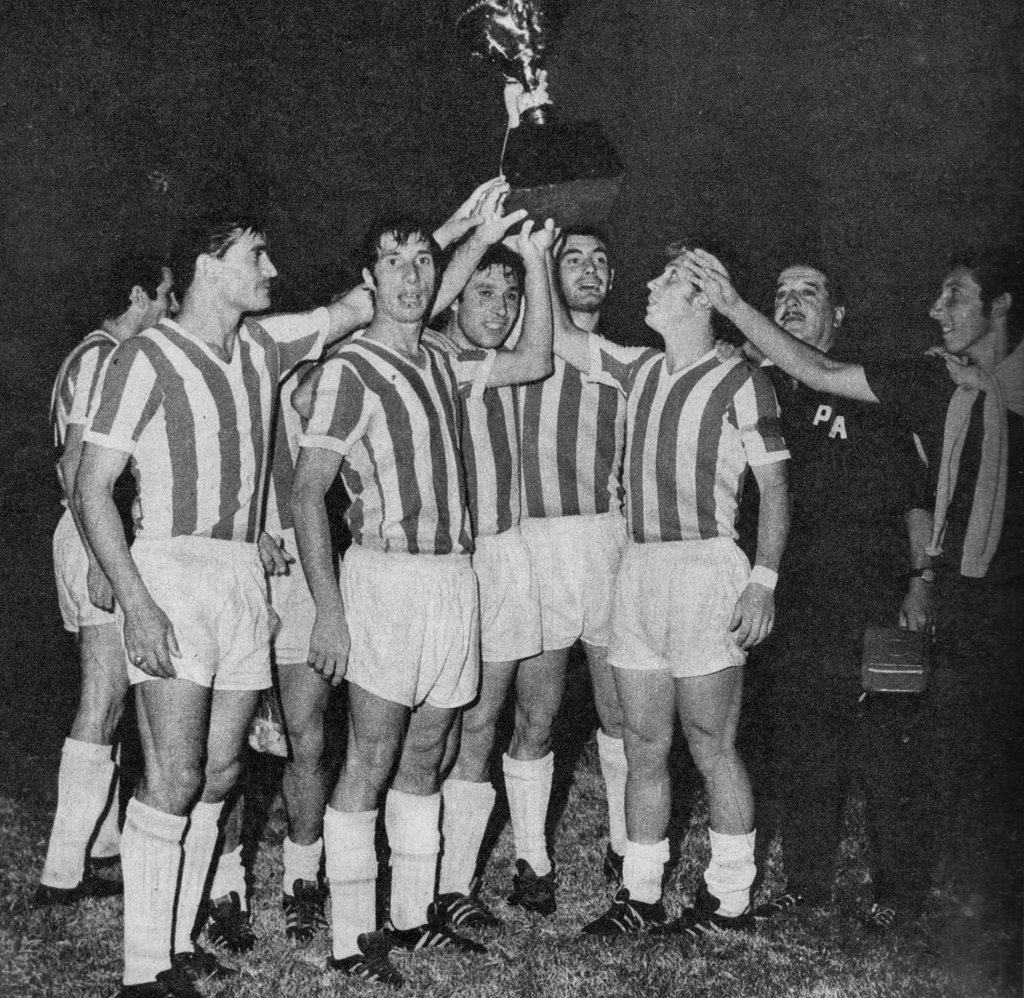
Winst van de Copa Libertadores in 1969

Ook begin jaren zestig eindigde de club niet goed, maar gaandeweg ging het beter. Miguel Ignomiriello coacht in deze tijd het jeugdteam onder de 19-jaar, wat een gouden generatie zou worden voor de club. Het team stond bekend als La Tercera que Mata ('De moordende jeugd'). Met nog enkele aankopen erbij had Estudiantes weer een topploeg. In 1967 werd het voetbal geherstructureerd. De competitie zoals voorheen werd afgevoerd en vervangen door twee kampioenschappen per seizoen, de Metropolitano en de Nacional. Onder leiding van Osvaldo Zubeldía won Estudiantes de Metropolitano van 1967. Hiermee was Estudiantes de eerste buiten de Grote Vijf (Boca Juniors, River Plate, Racing Club, Independiente, en San Lorenzo) die kampioen werd in het betaald voetbal. Hierna volgden ook andere kleinere clubs zoals Chacarita Juniors en Vélez Sarsfield.
In de Metropolitano van 1968 werd de club tweede met acht punten achterstand op San Lorenzo. Nadat in de halve finale Vélez Sarsfield verslagen had stond de club tegenover San Lorenzo in de finale om de titel en verloor met 2-1. In de Nacional deed de club het vervolgens niet goed, maar ze spaarden zich dan ook voor de Copa Libertadores. De club werd probleemloos groepswinnaar en ook in de tweede ronde werden ze groepswinnaar. In de halve finale werd landgenoot Racing Club nog aan de kant gezet en in de finale stond het team tegenover het Braziliaanse SE Palmeiras. Thuis won de club met 2-1 dankzij goals van Juan Ramón Verón en Eduardo Flores. In São Paulo kon Palmeiras met 3-1 winnen, maar omdat het aantal goals niet van tel was werd er een derde wedstrijd gespeeld op neutrale bodem in Montevideo. Hier won de club met 0-2 en werd zo kampioen. De club won hierna ook de intercontinentale beker tegen Manchester United. In 1969 won de club ook de Copa Interamericana. In de Copa Libertadores 1969 mocht de club meteen in de halve finale aantreden en versloeg hier het Chileense Universidad Católica. In de finale stonden ze tegen Nacional. In Montevideo wonnen ze dankzij een goal van Flores en thuis dankzij goals van Flores en Marcos Conigliaro. En ook in 1970 zegevierde de club in de Copa Libertadores in de finale tegen CA Peñarol, die met 1-0 gewonnen werd dankzij een goal van Néstor Togneri. De intercontinentale beker werd wel twee keer op rij verloren, van respectievelijk AC Milan en Feyenoord. In 1971 werd de hegemonie van de club in de Copa Libertadores gestopt door Nacional dat de finale nu kon winnen. Het was duidelijk dat de club alles op internationale faam zette, in eigen land verging het de club heel wat minder. Na de titel in 1967 volgden vijf internationale titels, maar in de eigen competitie was de club slechts een middenmoter.

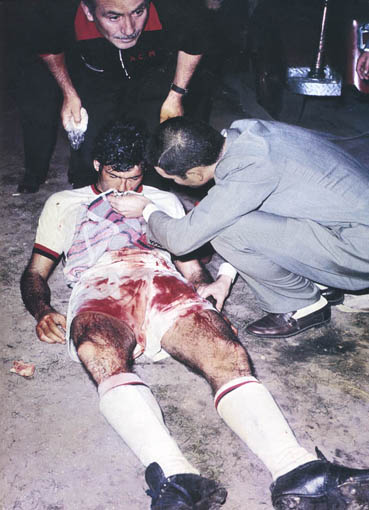
Nestor Combin werd zwaar toegetakeld in de finale van de intercontinentale beker.

Echter was er ook een smet op het succes. In 1969 speelde de club de finale van de intercontinentale beker tegen AC Milan. Reeds in de heenwedstrijd in San Siro waren de Argentijnen agressief naar de Milanezen toe. Ramón Aguirre Suárez schold Nestor Combin uit voor landverrader, Combin was een Fransman die van geboorte Argentijn was, Milan won met 3-0. In Buenos Aires beseften de spelers dat ze vrijwel kansloos waren om hun wereldtitel te verlengen, waardoor ze zich misdroegen op verzoek van coach Zubeldía. Pierino Prati werd na drie minuten al bewusteloos geklopt door Eduardo Luján Manera. Toen Gianni Rivera geblesseerd op de grond lag kreeg hij een karatetrap van doelman Alberto Poletti. Zubeldía hitste het publiek ook op als Milan een fout maakte. Toen Rivera scoorde wilde Combin zijn ploeggenoot feliciteren, maar zover kwam het niet: Aguirre Suárez stampte hem zo hard dat hij tien minuten bewusteloos op de grond lag. Estudiantes won met 2-1, maar de beker ging naar Milan, echter waren de spelers zo geïntimideerd dat ze de beker niet eens durfden ophalen. De hele situatie werd nog gekker toen de Argentijnse politie Combin in de boeien meenam, terwijl artsen hem aan het oplappen waren. Het bleek dat een rechter in Rosario een aanhoudingsbevel uitgevaardigd had, omdat Combin aan zijn militaire dienstplicht verzuimd had, later bleek dat hij zijn dienstplicht wel voldaan had, in Frankrijk. AC Milan zocht steun bij de politieke instanties, de Argentijnse president Juan Carlos Onganía greep in en zorgde voor de vrijlating van Combin. Hij liet ook het team van Estudiantes arresteren. Poletti, Aguirre Suárez en Manera vlogen een maand de gevangenis is en Poletti werd levenslang geschorst (al werd dit later herroepen). Aguirre Suárez en Manera werden voor respectievelijk dertig en twintig wedstrijden geschorst en mochten nooit meer internationale wedstrijden spelen.
Na een paar jaar middenmootvoetbal kon de club zich voor de Copa Libertadores 1976 plaatsen na een tweede plaats in de Metropolitano van 1975, echter ging de club er al in de groepsfase uit. Intussen was oud-speler Carlos Bilardo de trainer van de club, maar ging in 1976 weg voor een Colombiaans avontuur. Ondanks goalgetters als Sergio Fortunato en Hugo Gottardi kon de club de volgende jaren geen hoofdrol meer opeisen.
Begin jaren tachtig ging het weer beter. Bilardo keerde terug en Estudiantes verloor in de halve finale van de Nacional van 1982 van Quilmes AC en won dat jaar de Metropolitano waardoor ze naar de Copa Libertadores 1983 mochten. In de eerste groepsfase konden ze net voor de Chileense clubs Colo-Colo en Cobresal eindigen, maar in de tweede groepsfase eindigde Grêmio eerste. Na een nieuw vertrek van Bilardo nam Eduardo Luján Manera het roer over en hij won de Nacional in de finale tegen Independiente. In de Copa Libertadores was het echter Independiente dat naar de volgende ronde ging. Enkele opmerkelijke spelers in deze kampioenschappen waren Julián Camino, Abel Ernesto Herrera, José Luis Brown, José Daniel Ponce, Alejandro Sabella, Marcelo Trobbiani, Miguel Ángel Russo, Hugo Gottardi en Guillermo Trama. Ex-trainer Bilardo zou in 1986 de wereldtitel winnen met het nationale elftal en José Luis Brown scoorde een goal in de finale.
Vanaf 1985 werd de competitie naar Europees model gespeeld in zomer-lente modus. Vanaf begin jaren negentig werd dit wel weer gesplitst in een Apertura en Clausura. Estudiantes eindigde sinds de laatste titel in 1983 meestal in de lagere middenmoot en in 1993/94 volgde zelfs een degradatie. Ze konden na één jaar terugkeren maar de latere jaren waren niet beter. Bij de club werden wel spelers ontdekt als Juan Sebastián Verón, Martín Palermo, Luciano Galletti, Bernardo Romeo, en Ernesto Farias.
Na jaren middenmoot eindigde de club in 2004/05 nog eens in de subtop. In 2006 won de club zelfs de Apertura onder leiding van Diego Simeone. De club won tien wedstrijden op rij en won zelfs de derby tegen Gimnasia La Plata met een ongeziene 7-0. In de Copa Libertadores 2006 werd tegen het Peruviaanse Sporting Cristal een 0-3 achterstand omgebogen in een 4-3 overwinning waardoor ze uiteindelijk naar de tweede ronde mochten. In de tweede ronde werd het Braziliaanse Goiás EC aan de kant gezet, maar daarna was het over en out tegen São Paulo FC, al kwam het tot de strafschoppenreeks. Simeone verliet het team na de Apertura van 2007 waar ze zesde eindigden. In 2008 werden ze derde in de Clausura en bereikten de finale van de Copa Sudamericana 2008, die ze verloren van SC Internacional. In de Copa Libertadores 2008 werd de club groepswinnaar, maar ging er in de tweede ronde uit tegen LDU Quito.
In 2009 werd voormalig speler Alejandro Sabella trainer, hij had nog maar weinig ervaring en was enkel nog maar assistent geweest van Daniel Passarella. Estudiantes mocht deelnemen aan de Copa Libertadores 2009 en werd in de groepsfase tweede achter Cruzeiro. In de tweede ronde werd het Paraguayaanse Club Libertad verslagen en hierna volgden nog de Uruguayaanse clubs Defensor en Nacional. In de finale wachtte eerdere tegenstander Cruzeiro. Na een gelijkspel in La Plata kon de club in Belo Horizonte met 1-2 winnen dankzij goals van Gastón Fernández en Mauro Boselli. Juan Sebastián Verón werd als meest waardevolle speler van het toernooi uitgeroepen. Het was al 39 jaar geleden dat Estudiantes nog eens zegevierde in deze competitie. Door de overwinning mocht Estudiantes naar het WK voor clubs, de opvolger van de intercontinentale beker met nu ook teams uit andere werelddelen. Het Zuid-Koreaanse Pohang Steelers werd in de halve finale met 2-1 verslagen en in de finale werden ze met diezelfde cijfers geklopt door FC Barcelona, na verlengingen.
In de Clausura van 2010 werd de club vicekampioen, met één punt achterstand op Argentinos Juniors. In de Copa Libertadores 2010 werden ze in de kwartfinale geklopt door SC Internacional. De Apertura van 2010 werd gewonnen, wat echter gevolgd werd door slechts een dertiende plaats in de Clausura. In de Copa Libertadores 2011 werden ze in de tweede ronde gewipt door Cerro Porteño. Hierna volgde enkele magere plaatsen, pas in de Torneo Final van 2014 (de nieuwe naam voor de Clausura), werd de club samen met Boca tweede achter River Plate.

## Erelijst
Nationaal
- Primera División (6): 1913 FAF, 1967 Metropolitano, 1982 Metropolitano, 1983 Nacional, 2006 Apertura, 2010 Apertura
- Primera B Nacional (1): 1995
- Primera B Metropolitana (2): 1935, 1954
- División Intermedia (1): 1911
- Copa Adrián C. Escobar (1): 1944
- Copa Gral. P. Ramírez (1): 1945
- Copa Bullrich (1): 1919

Internationaal
- CONMEBOL Libertadores (4): 1968, 1969, 1970, 2009
- Wereldbeker voor clubteams (1): 1968
- Copa Interamericana (1): 1968

## Stadion
Het Estadio Jorge Luis Hirschi aan de 1e Avenida werd geopend op 25 december 1907. Al in 1937 werd een lichtinstallatie aangelegd, die avondwedstrijden mogelijk maakte. Het stadion heeft 23.000 plaatsen, maar is thans gesloten vanwege de houten tribunes. Bij thuiswedstrijden wordt de 1e Avenida afgesloten.
Voor grote wedstrijden wijkt Estudiantes gewoonlijk uit naar het stadion van Boca Juniors, La Bombonera.
De trainingsvelden, vijf kilometer benoorden de stad, zijn een cadeau van sterspeler Juan Sebastián Verón.

## Bijnamen
De bijnaam pincharratas (rat-stekers), vaak afgekort tot pinchas, wordt gebruikt omdat de medicijnstudenten moeten oefenen op ratten. De bijnaam wordt ook voor supporters zelf gebruikt als scheldwoord.
Andere namen en bijnamen: el león (de leeuw).

## Bekende (oud-)spelers
- Los Profesores
  - Miguel Lauri
  - Alejandro "Conejo" Scopelli
  - Alberto "Don Padilla" Zozaya (topscorer 1931)
  - Manuel "El Piloto Olímpico" Ferreyra
  - Enrique Guayta
- Zubeldía's team
  - Alberto Poletti
  - Ramón Aguirre Suárez
  - Eduardo Luján Manera
  - Eduardo Bocha Flores
  - Marcos Conigliaro
  - Juan Echecopar
  - Oscar Cacho Malbernat
  - Dr. Carlos Bilardo
  - Dr. Raúl Madero
  - Carlos Pachamé
  - Juan Ramón Verón (la Bruja)
- Bilardo's kampioensteam
  - Abel Ernesto Herrera
  - José Luis "Tata" Brown
  - Miguel Angel Russo
  - Julián Camino
  - Néstor Craviotto
  - Alejandro Sabella
  - Hugo Ernesto Gottardi
  - Guillermo Trama
  - Marcelo Antonio Trobbiani
  - José Daniel Ponce

En verder:
- Juan Sebastián Verón (la Putita, zoon van de oude Verón)
- Marcelo Carrusca (El Chelo)
- Federico Fernández
- Martín Palermo
- Enzo Pérez
- Marcos Rojo
- Facundo Roncaglia